# Пьяный тайцзи
«Пья́ный тайцзи́» (англ. Drunken Tai Chi, иер. трад. 笑太極, упр. 笑太极, кант.-рус.: Сиу тхай кик, буквально: «Смеющийся тайцзи») — гонконгский комедийный боевик с боевыми искусствами. Главную роль в фильме исполнил Донни Йен, а режиссёрское кресло занял Юнь Вопхин. Для Донни Йена эта роль стала первой главной в его кинокарьере (до этого он работал каскадёром).

## Сюжет
Парень по имени Та Са разъезжает по городу на велосипеде и издевается над горожанами. Вскоре на улице появляется Чань Чхюньчун на своём велосипеде, что приводит к их противостоянию. В конце концов Чхюньчун унижает соперника. После этого случая Та Са с друзьями планирует свою месть: они нападают на Чхюньчуна и его брата Ю Пхина с использованием фейерверков. Тем не менее, братьям удаётся уйти от засады и использовать пиротехнику против напавших. Но, как только Чхюньчун хочет поджечь на Та Са петарды, брат уговаривает его этого не делать. Уходя, Чхюньчун случайно поджигает петарды, и Та Са получает тяжёлые травмы. Возмущённый поступком Чхюньчуна, отец Та Са нанимает наёмника по прозвищу Железная Сталь, чтобы тот уничтожил всю семью Чхюньчун, включая его самого. Наёмник расправляется с отцом и братом Чхюньчуна. Чхюньчун приходит к сгоревшему дому и узнаёт, что его отец и брат погибли в огне. Некоторое время спустя Чхюньчун встречает уличного кукловода, который позже знакомит его со своей женой. Чхюньчуна несколько раз пытается устранить Железная Сталь, но безуспешно. Выясняется, что кукловод — мастер Тайцзицюань, а потом учит Чхюньчуна противостоять технике Железной Стали. В конце концов Чхюньчун узнаёт правду о гибели своей семьи: она погибла от рук Стали, которого нанял отец Та Са. Чхюньчун идёт мстить.

## В ролях
- Донни Йен — Чань Чхюньчун / Чинь Ток
- Юнь Чхёнъянь[кит.] — кукловод
- Армстронг Юнь — Тхит Моучхин
- Юнь Ятчхо — Чань Яупхин
- Лидия Сам[кит.] — Пхэй Муй
- Мэнди Чань — Тхоу Хок
- Дон Вон[кит.] — Тхоу Сёй, отец Хока
- Ли Куань — торговец солью
- Чжан Сюнь — Тхит Нимчхинь

## Съёмочная группа
- Кинокомпания: Dragons Group Film Co., Ltd., Peace Film Production (H.K.) Limited
- Продюсеры: У Гун, Чжан Пэнчэн
- Исполнительный продюсер: Чау Линкон, Ван Хуау
- Режиссёр: Юнь Вопхин
- Ассистент режиссёра: Хо Тхиньсин, Фон Лэйкуань
- Координаторы боёв: Клан Юней
- Сценаристы: Юнь Вопхин, Юнь Чаньён, Группа Хэпина
- Композитор: Тан Сиулам
- Оператор: Чэнь Жуншу
- Художник: Чжан Цзипин
- Грим: Цзинь Айлань
- Монтажёр: Хуан Цюгуй, Роберт Чхой